# Hyposada anisodoides
Hyposada anisodoides är en fjärilsart som beskrevs av George Francis Hampson 1894. Hyposada anisodoides ingår i släktet Hyposada och familjen nattflyn. Inga underarter finns listade i Catalogue of Life.